# 손석희
손석희(孫石熙, 1956년 6월 20일 ~ )는 대한민국의 언론인이다.

## 생애
1982년 9월 ~ 1983년 7월 손석희 신문 기자 데뷔 하였다.
1983년 9월 ~ 1984년 2월, KBS 진주방송국 지역 아나운서 첫 입사했다.
1984년 MBC 문화방송에 아나운서로 이직 받고 바뀌고 첫 입사했다.
1987년부터 1989년까지 보도국 사회부 기자로 재직하다가 1989년부터 다시 아나운서국에서 활동했다.
뉴스 프로그램의 앵커로 얼굴과 이름이 알려진 상태에서 1992년 MBC 노조 파업을 주동하여 구속되었다.
MBC 아침뉴스 2000으로 앵커에 복귀하였으며, 이후 《MBC 100분 토론》과 MBC 라디오 시사프로그램 《손석희의 시선집중》 등의 시사 프로그램 진행을 맡았다.
성균관대학교 신문방송학과 겸임교수, 연세대학교 신문방송학과 겸임교수를 거쳐서 2006년 2월 MBC에서 물러난 후 성신여자대학교 미디어커뮤니케이션학과 교수로 지냈다.
2013년 5월 MBC 라디오 《손석희의 시선집중》 진행자와 성신여자대학교 교수직에서 사임하고 JTBC 보도부문 총괄 사장을 맡았다.
2013년 9월 16일부터 2014년 9월까지 JTBC 뉴스 9 주중 진행을 담당하였다. 시사저널 '가장 영향력 있는 언론인' 조사에서 2005년 이후 12년 연속 1위를 차지하였다.
2014년 9월 22일부터 2020년 1월 2일까지 1시간 40분 동안 진행되는 JTBC의 메인뉴스에서 안나경 아나운서와 같이 《JTBC 뉴스룸》을 진행하였다.
2016년 12월 민주언론시민연합에서 시상하는 민주시민언론상 '본상'을 수상했다.
2010년부터 2021년까지 시사저널 “누가 한국을 움직이는가” 언론인 부문 1위를 했을 정도로 막강한 영향력을 발휘했다. 국민(서민)들에게도 그렇게 여겨지는 존재였다. 2023년부터는 언론계를 은퇴하였다. 
이후 일본 리쓰메이칸 대학 산업사회학부 미디어전공 객원교수로 재임하였다.

## 논란

### 기자 폭행 논란
2019년 1월에 KBS 출신 프리랜서 기자인 김웅이 '1월 10일 오후 11시 50분쯤 서울 상암동의 한 일본식 주점에서 손씨와 단둘이 식사를 하던 중, 얼굴을 수차례 폭행당했다'고 경찰에 신고했다. 피해자는 사건 직후 인근 파출소에 찾아가 폭행당했다는 상황을 설명하고 사흘 뒤 정식으로 사건 접수를 했다. 또한 해당 폭행 사실 녹취 영상을 언론에 공개하였으며 전치 3주의 상해 진단서도 경찰에 제출된 상태이다.
해당 의혹에 대해 JTBC는 부인하는 입장을 내놓았다. JTBC 측은 "K씨가 손 사장에게 불법적으로 취업을 청탁하였으나 뜻대로 되지 않자 오히려 손 사장을 협박한 것이 이번 사안의 본질"이라고 반박했다.
결국, 손석희 JTBC 사장에게 취업을 청탁하고, 금품을 요구한 혐의로 재판에 넘겨진 프리랜서 기자 김웅에게 징역형이 확정됐다.

### 조주빈 관련 논란

#### 조주빈의 손석희 사기 협박
이른바 n번방 사건의 주범인 조주빈이 손석희를 상대로 협박을 하여 1천만원 상당의 금품을 받아냈다고 알려져 논란이 되었다.

#### 삼성 매도
손석희는 조주빈으로부터 협박을 받고도 왜 신고를 하지 않았는가에 대해 "차량 접촉사고로 분쟁 중인 프리랜서 기자 김웅씨 배후에 삼성이 있다는 조주빈의 주장을 믿었다"고 했다. 이에 대하여 삼성은 황당하다는 반응이다. 법조계 역시 납득할 수 없다는 반응이다. 

### 시청자 의견 조작
2009. 5. 14. 《MBC 100분 토론》 '보수, 진보 갈등을 넘어 상생으로’ 편에서 손석희는 “시청자 서모 씨가 게시판에 올린 의견”이라며 “진보 진영이 민주화 발전에 기여한 바가 큼에도 불구하고…”라는 내용을 읽었지만, 방송 직후 서씨가 시청자 게시판에 '그런 글을 올린 적이 없다'며 해명을 요구했다. 손석희는 또 같은날 시청자 조모 씨가 올린 “진보든 보수든 다 나라 사랑하고…”라는 내용의 글을 소개하면서 진보는 ‘좌파’로 보수는 ‘수구’로 바꿔 읽었다.

## 경력
- KBS진주
- 1983년 9월 ~ 1984년 2월 KBS 진주방송국 지역 아나운서 첫 잠시 입사
- MBC
- 1984년 ~ 1987년, 1989년 ~ 2006년 : MBC 아나운서 아나운서 이직 받고 바뀌고 첫 입사
- 1987년 ~ 1989년 : MBC 보도국 사회부 기자(주로 서울시청 출입)[21]
- 1989년 ~ 1992년 : 전국언론노동조합 MBC본부 대외협력위원회 부간사
- 1997년 ~ 1998년 : MBC 아나운서국 차장대우
- 1999년 ~ 2002년 : MBC 아나운서국 차장
- 2002년 ~ 2003년 : MBC 아나운서국 아나운서2부 부장
- 2003년 : MBC 아나운서국 아나운서1부 부장대우
- 2005년 ~ 2006년 : MBC 아나운서국 국장

- 기타 경력
- 2011년 : 대검찰청 검찰정책자문단 자문위원

- 대학 교수
- 2000년 : 성균관대학교 신문방송학과 겸임교수
- 2004년 : 연세대학교 신문방송학과 겸임교수
- 2006년 ~ 2013년: 성신여자대학교 미디어커뮤니케이션학과 교수
- 2024년 ~ : 리쓰메이칸 대학 객원교수

- JTBC
- 2013년 5월 ~ 2018년 11월 : JTBC 보도담당 사장
- 2018년 11월 ~ 2021년 3월 : JTBC 대표이사 사장
- 2020년 11월 ~ 2021년 9월 : JTBC·JTBC 스튜디오 총괄사장
- 2021년 10월 ~ 2023년 10월 : JTBC 해외순회특파원(사장급)

## 방송 활동
- 1985년 MBC TV 《MBC 1분뉴스》 앵커, 《아침뉴스》 앵커, 《현장85》 앵커, 《청소년 특별기획》 MC
- 1986년 MBC 《MBC 0시 뉴스》 앵커, 《여기는 MBC》 앵커, 《건강 100세》 MC, 《퀴즈 명화여행》 MC
- 1985년 ~ 1986년 MBC 《가는 해 오는 해》 MC
- 1986년 ~ 1987년 MBC 라디오 《젊음의 음악캠프》 진행
- 1987년 ~ 1989년 MBC 《뉴스데스크》 주말 앵커
- 1989년 MBC 《뉴스센터》 앵커
- 1990년 MBC 《저녁뉴스》 앵커, 《장학퀴즈》 MC
- 1993년 MBC 《생방송 아침만들기》 MC, 《선택 토요일이 좋다》 MC, 《음악이 있는 곳에》 게스트, 《새벽을 연다》 MC[22]
- 1994년 MBC 《MBC 뉴스와이드》 앵커, 《비디오산책》 게스트, 《한여름 밤의 재즈 콘서트》 MC, 《1994 MBC 강변가요제》 MC, 《손석희가 여는 아침》 DJ, 《논리 쏙! 재미 쏙!》 신천초등학교 편 게스트
- 1995년 MBC 《MBC 뉴스투데이 앵커》
- 1995년 MBC 《뽀뽀뽀 아이 좋아》 4000회 특별출연
- 1996년 MBC 《경찰청 사람들 162회 용의자를 찾습니다 MC》(1996년 10월 29일)
- 1997년 MBC 《손석희의 미국탐험》 MC
- 1998년 MBC 《박상원의 아름다운 TV 얼굴》 게스트
- 1999년 MBC 《MBC 뉴스 굿모닝코리아》 앵커
- 1999년 MBC 《MBC 아침뉴스 2000》 앵커
- 2000년 MBC 《2000 투데이》 MC (심혜진과 함께 진행)
- 2000년 ~ 2013년 MBC 표준FM 《손석희의 시선집중》 진행
- 2000년 MBC 《와! e 멋진세상》 MC
- 2001년 MBC 《미디어 비평》 MC
- 2002년 ~ 2009년 MBC 《MBC 100분 토론》사회자
- 2010년 MBC 창사특집 HD 자연 다큐멘터리 《라이온 퀸》 내레이션
- 2012년 EBS《다큐프라임 킹메이커》 내레이션
- 2013년 JTBC 《JTBC 뉴스 9》 앵커
- 2014년 ~ 2020년 JTBC 《JTBC 뉴스룸》 앵커
- 2022년 JTBC《Interview 대담 - 문재인의 5년》 진행
- 2024년 7월 13일 ~ 2024년 9월 7일 MBC 《손석희의 질문들》 마지막 진행

## 수상
- 1995년 제22회 한국방송대상 아나운서상
- 2002년 MBC 연기대상 진행자상
- 2003년 2003 한국아나운서상 대상
- 2006년 제18회 한국방송프로듀서상 라디오 진행자 부문 출연자상
- 2007년 제3회 한국참언론인대상 시사토론부문
- 2008년 MBC 브론즈 마우스
- 2009년 제10회 대한민국영상대전 포토제닉상
- 2009년 MBC 연기대상 라디오부문 최우수상
- 2012년 제39회 한국방송대상 진행자상
- 2014년 제13회 송건호 언론상
- 2015년 국민대학교 자랑스런 국민인의 상
- 2010년 ~ 2021년 시사저널 누가 한국을 움직이는가 언론인 부문 1위

## 저서
- 손석희의 앵커브리핑 1 (김현정 과 함께 공저) (역사비평사)
- 손석희의 앵커브리핑 2 (김현정 과 함께 공저) (역사비평사)
- 당신은 정의로운 사람입니다 (노회찬 , 홍아미 , 김현진 , 지강유철 , 지승호 , 강수돌 , 우석훈 , 김종대 , 이대근 - 8명과 함께 공저 (창비)
- 저널리즘의 신 (크리스 영 , 기무라 히데아키 , 박상규 , 주진우 , 장일호 , 김동인 , 임지영  - 7명과 함께 공저 ) (시사IN 기획)
- 장면들: 손석희의 저널리즘 에세이 (손석희) (창비)